# Ladislav Němeček
Ladislav Němeček (4. ledna 1920 Koryta – 21. ledna 1942 Severní moře) byl český palubní střelec 311. československé bombardovací perutě.

## Život

### Před druhou světovou válkou
Ladislav Němeček se narodil 4. ledna 1920 v Korytech na Klatovsku v rodině zemědělce. Vychodil obecnou a měšťanskou školu a vystudoval čtyřletou vyšší hospodářskou školu. Pracoval jako úředník.

### Druhá světová válka
Po německé okupaci využil toho, že byl pracovně nasazen na území Německa a přes Švýcarsko se dostal do Francie, kde byl 20. října 1939 v Agde prezentován u zde vznikající Československé armády v zahraničí. Zúčastnil se bojů ve Francii, po jejím pádu v červnu 1940 se evakuoval do Spojeného království. Zde byl přijat do Royal Air Force a po výcviku na palubního střelce byl v březnu 1941 přiřazen k 311. československé bombardovací peruti. Jako její příslušník se účastnil náletů na nacistické Německo a okupovanou Evropu, absolvoval celkem 27 operačních letů. Dne 21. ledna byl jeho stroj Vickers Wellington B Mk.Ic DV515 KX-D pod velením Miroslava Plecitého během dalšího operačního letu nad Brémy pravděpodobně sestřelen nad Severním mořem severozápadně od Helgolandu. Těla příslušníků posádky nebyla nikdy nalezena. Dosáhl hodnosti rotného aspiranta.

## Rodina
Rodiče Ladislava Německa a bratr Josef byly v rámci akce Emigranten několik měsíců internováni v internačním táboře Svatobořice.

## Ocenění

### Vyznamenání
- 2x Československý válečný kříž 1939
- Československá medaile Za chrabrost před nepřítelem

### Posmrtná ocenění
- Ladislav Němeček byl v roce 1991 in memoriam povýšen do hodnosti podplukovníka
- Ladislavu Němečkovi byla na jeho rodném domě v Korytech v roce 2018 odhalena pamětní deska[1]